# NGC 1685
NGC 1685 é uma galáxia espiral barrada (SB0-a) localizada na direcção da constelação de Orion. Possui uma declinação de -02° 56' 59" e uma ascensão recta de 4 horas, 52 minutos e 34,2 segundos.
A galáxia NGC 1685 foi descoberta em 1850 por William Parsons.